# A Love Letter to You
A Love Letter to You es el primer mixtape del rapero estadounidense Trippie Redd, siendo lanzado el 26 de mayo de 2017 por TenThousand Projects y Caroline Distribution. Consta de 12 canciones. El álbum alcanzó el puesto 64 en el Billboard 200.

## Lista de canciones
| A Love Letter to You |                                                                     |                |          |  |
| N.º                  | Título                                                              | Producido (s)  | Duración |  |
| 1.                   | «Love Scars»                                                        | Elliot Trent   | 2:23     |  |
| 2.                   | «Love Scars, Pt. 2 / Rack City» (con Chris King y Forever Anti Pop) |                | 2:35     |  |
| 3.                   | «Romeo & Juliet»                                                    |                | 3:28     |  |
| 4.                   | «Deeply Scarred» (con UnoTheActivist)                               | 12Hunna        | 3:20     |  |
| 5.                   | «Blade of Woe» (con Famous Dex)                                     | 12Hunna        | 3:08     |  |
| 6.                   | «It Takes Time»                                                     | Goose the Guru | 4:42     |  |
| 7.                   | «Poles 1469» (con 6ix9ine)                                          | Pi'erre Bourne | 2:29     |  |
| 8.                   | «No Smoke No Smoke 1400 B.C. / Sauce» (con Pachino)                 | Elf Beatz      | 2:27     |  |
| 9.                   | «Stoves On 14th» (con Black Jezuss)                                 | Cesar P        | 2:20     |  |
| 10.                  | «Limitless» (con Lil Tracy y Rocket Da Goon)                        | DP Beats       | 4:00     |  |
| 11.                  | «Can You Rap Like Me?»                                              | P. Soul        | 2:42     |  |
| 12.                  | «Never Ever Land»                                                   | Peyote Beats   | 2:26     |  |

## Posicionamiento en lista
| Lista (2017–18)                         | Posiciones |
| --------------------------------------- | ---------- |
| Estados Unidos (Billboard 200)          | 64         |
| Estados Unidos (Top R&B/Hip-Hop Albums) | 32         |